# Mikel Iturria
Mikel Iturria Segurola (Urnieta, Guipúzcoa, 16 de marzo de 1992) es un ciclista español que fue profesional entre 2013 y 2024. 

## Trayectoria
En 2015 consiguió grandes victorias en el campo amateur como por ejemplo una etapa de la Vuelta a Toledo o la general final de la Vuelta a Navarra. Estos resultados le valieron para fichar por el conjunto continental Murias Taldea.
En 2019 logró su primera victoria como ciclista profesional tras ganar la 11.ª etapa de la Vuelta a España 2019 con final en Urdax. Al año siguiente fichó por la Fundación Euskadi.
Al final de 2024 decidió poner fin a su carrera tras no recuperarse de una caída en el Giro de la Romagna de ese año.

## Palmarés
2019
- 1 etapa de la Vuelta a España

## Resultados en Grandes Vueltas
| Carrera | Carrera         | 2016 | 2017 | 2018  | 2019 | 2020 | 2021 | 2022 | 2023 | 2024 |
| ------- | --------------- | ---- | ---- | ----- | ---- | ---- | ---- | ---- | ---- | ---- |
|         | Giro de Italia  | —    | —    | —     | —    | —    | —    | —    | —    | —    |
|         | Tour de Francia | —    | —    | —     | —    | —    | —    | —    | —    | —    |
|         | Vuelta a España | —    | —    | 103.º | 87.º | —    | 60.º | 93.º | —    | —    |

—: no participa

Ab.: abandono